# Sproget er det hus vi bor i
|  | Denne artikel er oprettet af botten PalnaBot ud fra en ekstern database. Den kan derfor have sproglige fejl eller mangler. Denne skabelon kan fjernes efter kontrol af indholdet. |

Sproget er det hus vi bor i er en eksperimentalfilm fra 2002 instrueret af Jesper Fabricius efter manuskript af Jesper Fabricius.

## Handling
Billedkunstneren og filmskaberen Jesper Fabricius er ophavsmand til en række filmeksperimenter, hvor han går til mediets fysiske materiale med en mekanisk og næsten videnskabeligt undersøgende attitude. Snarere end den klassiske fortælling interesserer han sig for selve celluloiden. Og for den magi, der ligger gemt i de levende billeders illusionsnummer. Det gælder også »Sproget er det hus vi bor i«, som primært udgøres af en række optagelser af byggepladser og islandske landskaber - set igennem diverse farvefiltre og tilsat tidsmanipulerende effekter. Såvel byggepladser som landskaber fremstår i øjeblikket som statiske. Men begge er - set over en længere periode - under stadig transformation.